# ヘルハルト・ペルス・ライケン

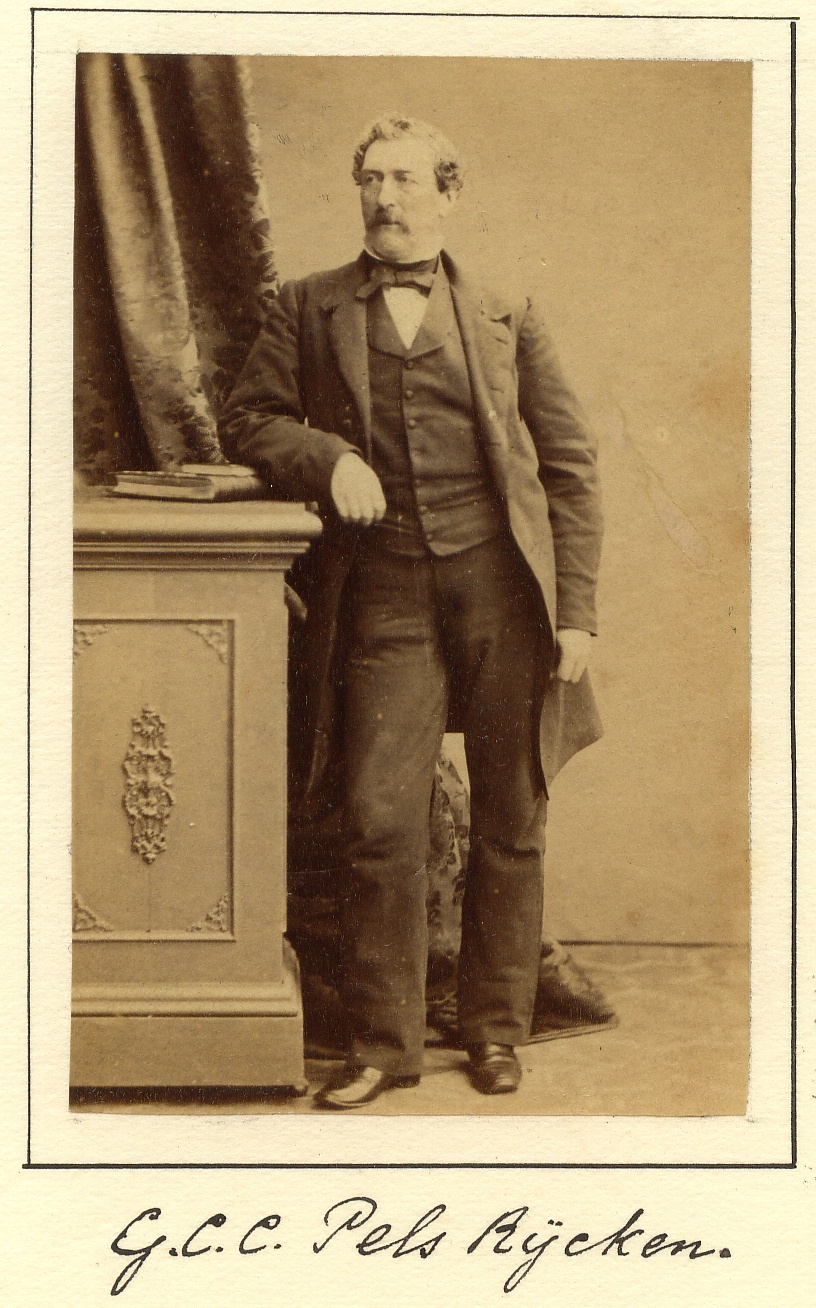
ヘルハルト・ペルス・ライケン（1860年）

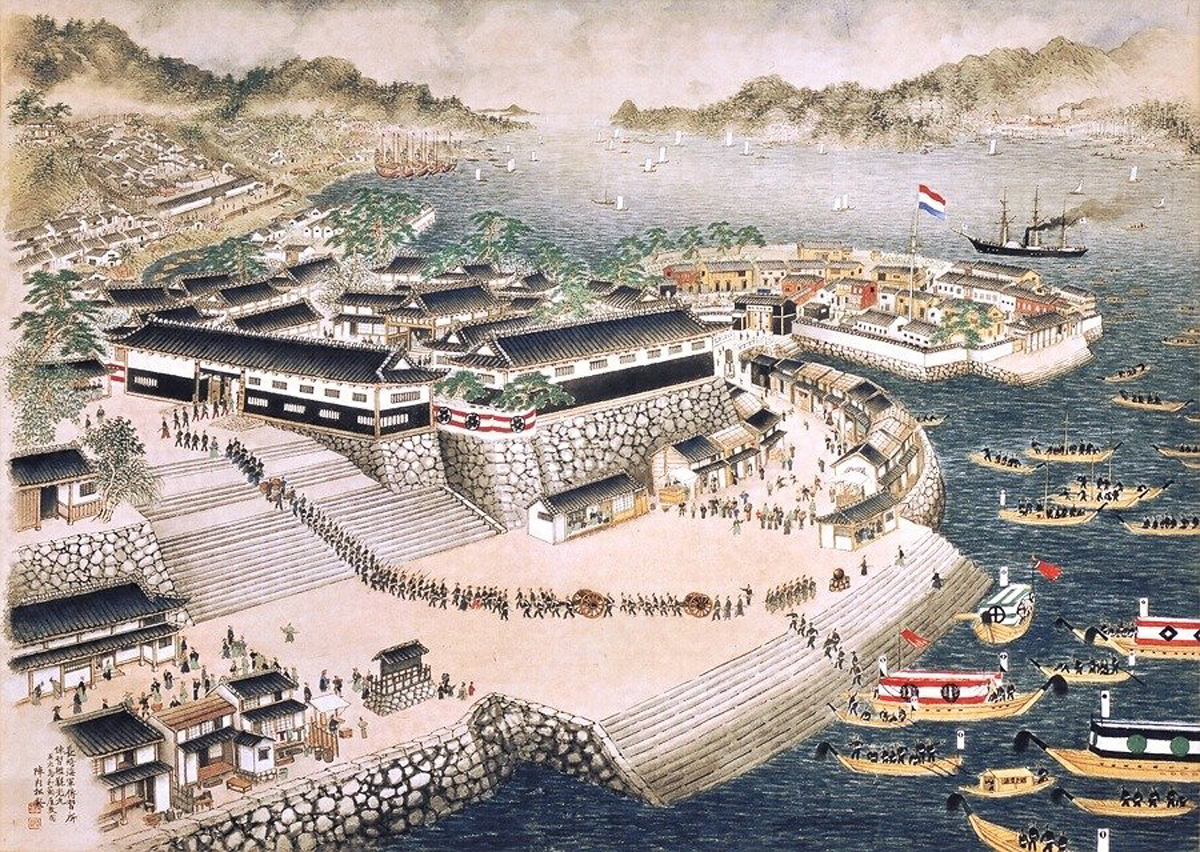
長崎海軍伝習所

ヘルハルト・クリスティアン・クンラート・ペルス・ライケン（Gerhard Christiaan Coenraad Pels Rijcken, 1810年1月10日 - 1889年5月2日）は、オランダの海軍軍人である。
安政2年（1855年）にスームビング号艦長として来日。同号は日本に贈呈され、観光丸と改名、日本で最初の蒸気船となった。それから約2年間、長崎海軍伝習所教授として日本に雇用された。主に航海術と運用術を担当し、勝海舟らの第一期生を教えた。スパルタ教官だったと言う。1857年にはヴィレム・ホイセン・ファン・カッテンディーケがライケンの職を継いだ。帰国したのち、海軍少将で外交顧問兼海軍大臣となる。
後に海舟は川村清雄にライケンの肖像画を描かせており、現在は笠間日動美術館に所蔵されている。